# Игроки (фильм, 2007)
«Игроки» (нем. Die Spieler, англ. The Gamblers) — немецкая драма 2007 года.
Режиссёр фильма — Себастьян Беник (нем. Sebastian Bieniek).
Картина — экранизация романа «Игрок» Фёдора Михайловича Достоевского.

## Сюжет
Русский генерал, сопровождаемый двумя своими малолетними детьми и падчерицей Полиной, посещает Баден-Баден. Там можно подлечиться и побыть подальше от общества. С Генералом приезжает всегда невозмутимый и отстранённый домашний учитель Алексей Иванович, когда-то питавший пагубную склонность к азартным играм. Он влюбляется в Полину. Но в Баден-Бадене по своим делам находится группа русских, французский бизнесмен (которому Генерал должен большие деньги) и французская кокотка со своей мнимой матерью. Все они хотят выиграть большие деньги в казино, а кокотка — выудить деньги у Генерала, который станет богат, когда умрёт его родственница в Москве. Алексей Иванович понимает, что он попал в мир, которым управляют только деньги, и решает, что любовь Полины может быть завоёвана тоже с помощью денег. Он выигрывает крупную сумму в казино и приходит с этими деньгами к Полине, но та отказывается и от них, и от любви игрока. Алексей этого не ожидал, и кончает жизнь самоубийством.

## В ролях
| Актёр                 | Роль             |
| --------------------- | ---------------- |
| Себастьян Беник       | Алексей Иванович |
| Фредерике Насс        | Полина           |
| Вячеслав Демидов      | генерал          |
| Томас Б. Гоффман      | мистер Эстли     |
| Нинель Генина Демидов | бабушка          |

## Кинофестивали
- 2007
  - Шанхайский кинофестиваль
  - Нанкинский кинофестиваль
  - Каирский кинофестиваль
- 2008
  - Мумбайский кинофестиваль
  - Даккинский кинофестиваль
  - Уругвайский кинофестиваль
  - Абуджайский кинофестиваль
  - кинофестиваль в Мишкольце
  - Festival de Cine Pobre Кубинский кинофестиваль
  - кинофестиваль в Вальдивии
  - III Дидор-Душанбе кинофестиваль
  - Кинофестиваль СТАРТ (Баку)